# Nanda Alves
Maria Fernanda Alves, mais conhecida como Nanda Alves (Florianópolis, 4 de abril de 1983) é uma tenista brasileira.

## Trajetória esportiva
Nanda Alves começou a jogar com quatro anos de idade na cidade de Florianópolis e, desde os nove anos, começou a participar de torneios a nível municipal e nacional, conseguindo subir na carreira graças ao treinador e pai Carlos Alves e o ex-tenista Thomaz Koch. Depois de vários títulos em torneios juvenis, em 1998 jogou seus primeiros torneios pela Associação de Tênis Feminino (WTA).
Em 2002, no mês de outubro, tornou-se a tenista número 1 do Brasil em simples. Já participou da Fed Cup pelo Brasil. Começou em 2002 jogando em casa, alcançando o ranking 132° do mundo em 2005. Em duplas já chegou mais longe, alcançando o 119° do mundo, quase chegando a top 100. Atualmente está em 633° do ranking, sendo a tenista nº 5 do país.
Nanda Alves participou dos Jogos Pan-Americanos de 2003 em Santo Domingo, em simples, sem conquistar medalhas e, em 2007 perdeu no pré-Pan para Teliana Pereira e Joana Cortez.
É conhecida como "rainha de Campos do Jordão", por ter vencido o torneio de tênis local nos anos de 2004 e 2005 e chegado seis vezes à final, inclusive 2008 e 2009.
Possui 57 títulos de duplas Federação Internacional de Tênis (ITF) mas nenhum WTA; nas simples possui 23 títulos ITF mas nenhum WTA. 

## ITF Circuito finais: 140 (80–60)

### Simples (23–17)
| Legenda           |
| ----------------- |
| $100,000 torneios |
| $75,000 torneios  |
| $50,000 torneios  |
| $25,000 torneios  |
| $15,000 torneios  |
| $10,000 torneios  |

| Finais por piso |
| --------------- |
| Duro (15–9)     |
| Saibro (8–8)    |
| Grama (0–0)     |
| Carpete (0–0)   |

| Resultado | N.  | Data                   | Torneio                       | Piso   | Oponente                     | Placar          |
| --------- | --- | ---------------------- | ----------------------------- | ------ | ---------------------------- | --------------- |
| Vencedora | 1.  | 24 de julho de 2000    | Caracas, Venezuela            | Duro   | Stephanie Schaer             | 6–3, 6–2        |
| Vencedora | 2.  | 13 de novembro de 2000 | San Salvador, El Salvador     | Saibro | Alejandra Rivero             | 4–2, 4–2        |
| Vencedora | 3.  | 25 de junho de 2001    | Elvas, Portugal               | Duro   | Oleksandra Kravets           | 6–3 6–2         |
| Finalista | 1.  | 8 de julho de 2001     | Getxo, Espanha                | Saibro | Sandra Klösel                | 3–6, 2–6        |
| Finalista | 2.  | 23 de setembro de 2001 | São Paulo, Brasil             | Duro   | Carla Tiene                  | 3–6, 5–7        |
| Vencedora | 4.  | 6 de abril de 2002     | Belo Horizonte, Brasil        | Duro   | Maria Vanina Garcia Sokol    | 6–3 6–1         |
| Finalista | 3.  | 15 de julho de 2002    | Campos do Jordão, Brasil      | Duro   | Jolanda Mens                 | 2–6, 6–4, 2–6   |
| Vencedora | 5.  | 19 de agosto de 2002   | Asunción, Paraguai            | Saibro | Celeste Contin               | 6–1 6–1         |
| Vencedora | 6.  | 10 de março de 2003    | Matamoros, México             | Duro   | Joana Cortez                 | 3–6 6–4 6–2     |
| Finalista | 4.  | 17 de março de 2003    | Monterrei, México             | Duro   | Kildine Chevalier            | 6–3, 0–6, 3–6   |
| Vencedora | 7.  | 24 de março de 2003    | Monterrei, México             | Duro   | Joana Cortez                 | 4–6 7–6 (7) 6–4 |
| Vencedora | 8.  | 16 de junho de 2003    | Poza Rica, México             | Duro   | Carla Tiene                  | 6–4 7–5         |
| Vencedora | 9.  | 30 de junho de 2003    | Monterrei, México             | Duro   | Carla Tiene                  | 7–5 6–3         |
| Finalista | 5.  | 14 de julho de 2003    | Campos do Jordão, Brasil      | Duro   | Frederica Piedade            | 3–6, 6–2, 4–6   |
| Vencedora | 10. | 21 de junho de 2004    | Périgueux, França             | Saibro | Maria Wolfbrandt             | 6–3 6–3         |
| Vencedora | 11. | 12 de julho de 2004    | Campos do Jordão, Brasil      | Duro   | Katalin Marosi               | 7–5 7–6 (7)     |
| Vencedora | 12. | 4 de outubro de 2004   | Ciudad Juárez, México         | Saibro | Maria Jose Argeri            | 7–5 6–3         |
| Vencedora | 13. | 18 de julho de 2005    | Campos do Jordão, Brasil      | Duro   | Maria Jose Argeri            | 6–3 7–5         |
| Vencedora | 14. | 1 de maio de 2007      | Los Mochis, México            | Duro   | Irina Falconi                | 6–2 6–0         |
| Vencedora | 15. | 7 de maio de 2007      | Mazatlán, México              | Duro   | Jennifer Elie                | 6–1 6–4         |
| Vencedora | 16. | 14 de maio de 2007     | Irapuato, México              | Duro   | Viky Núñez Fuentes           | 6–3 7–5         |
| Finalista | 6.  | 25 de junho de 2007    | Istambul, Turquia             | Dura   | Kira Nagy                    | 7–6, 5–7, 1–6   |
| Finalista | 7.  | 30 de julho de 2007    | Campos do Jordão, Brasil      | Duro   | Teliana Pereira              | 4–6, 2–6        |
| Vencedora | 17. | 1 de setembro de 2008  | Barueri, Brasil               | Duro   | Carla Tiene                  | 6–3 7–5         |
| Vencedora | 18. | 15 de junho de 2009    | Belém, Brasil                 | Duro   | Nathalia Rossi               | 6–3 6–3         |
| Finalista | 8.  | 27 de julho de 2009    | Campos do Jordão, Brasil      | Duro   | Maria Fernanda Alvarez Teran | 3–6, 3–6        |
| Finalista | 9.  | 8 de março de 2010     | Metepec, México               | Duro   | Macall Harkins               | 1–6, 3–6        |
| Finalista | 10. | 11 de outubro de 2010  | Lima, Peru                    | Saibro | Lucía Jara Lozano            | 7–6, 3–6, 3–6   |
| Finalista | 11. | 13 de junho de 2011    | Bethany Beach, Estados Unidos | Saibro | Lena Litvak                  | 6–7, 6–4, 3–6   |
| Vencedora | 19. | 27 de junho de 2011    | São José dos Campos, Brasil   | Saibro | Nathaly Kurata               | 6–4 7–5         |
| Vencedora | 20. | 1 de agosto de 2011    | São Paulo, Brasil             | Duro   | Beatriz Haddad Maia          | 4–6 7–5 6–3     |
| Vencedora | 21. | 22 de agosto de 2011   | Mogi das Cruzes, Brasil       | Saibro | Nathalia Rossi               | 6–1 6–4         |
| Finalista | 12. | 10 de outubro de 2011  | São Paulo, Brasil             | Saibro | Carolina Zeballos            | 4–6, 4–6        |
| Finalista | 22. | 17 de outubro de 2011  | Goiânia, Brasil               | Saibro | Carla Lucero                 | 6–2 6–4         |
| Finalista | 13. | 20 de agosto de 2012   | Lima, Peru                    | Saibro | Patricia Kú Flores           | 4–6, 4–6        |
| Finalista | 14. | 10 de setembro de 2012 | São José dos Campos, Brasil   | Saibro | Laura Pigossi                | 2–6, 6–0, 5–7   |
| Finalista | 15. | 1 de outubro de 2012   | Gainesville, Estados Unidos   | Saibro | Maria Fernanda Alvarez Teran | 6–2, 0–6, 5–7   |
| Vencedora | 23. | 21 de janeiro de 2013  | Lima, Peru                    | Saibro | Hilda Melander               | 6–2 6–2         |
| Finalista | 16. | 31 de março de 2014    | São José dos Campos, Brasil   | Saibro | Paula Cristina Gonçalves     | 2–6, 6–3, 2–6   |
| Finalista | 17. | 23 de março de 2015    | Metepec, México               | Duro   | Marcela Zacarías             | 4–6, 5–7        |

### Duplas: 100 (57–43)
| Resultado | N.  | Data                    | Torneio                              | Piso     | Parceiro                     | Oponentes                                       | Placar              |
| --------- | --- | ----------------------- | ------------------------------------ | -------- | ---------------------------- | ----------------------------------------------- | ------------------- |
| Finalista | 1.  | 30 de abril de 2001     | Florianópolis, Brasil                | Saibro   | Tassia Sono                  | Ana Lucia Migliarini De Leon Claudia Salgues    | 3–6 6–3 4–6         |
| Vencedora | 1.  | 25 de junho de 2001     | Elvas, Portugal                      | Duro     | Ana Catarina Nogueira        | Oleksandra Kravets Arantxa Parra Santonja       | 6–3 6–4             |
| Vencedora | 2.  | 6 de agosto de 2001     | Lima, Peru                           | Saibro   | Carla Tiene                  | Daniela Alvarez Ana Lucia Migliarini de Leon    | 0–6 6–3 6–2         |
| Vencedora | 3.  | 27 de agosto de 2001    | Asunción, Paraguai                   | Saibro   | Carla Tiene                  | Natalia Gussoni Claudia Salgues                 | 2–6 6–3 6–3         |
| Vencedora | 4.  | 25 de novembro de 2001  | Cáli, Colômbia                       | Saibro   | Livia Azzi                   | Mariana Correa Romy Farah                       | 7–5 6–1             |
| Finalista | 2.  | 6 de abril de 2002      | Monterrei, México                    | Duro     | Olga Kalyuzhnaya             | Melisa Arevalo Vanessa Menga                    | 2–6,1–6             |
| Finalista | 3.  | 6 de abril de 2002      | Belo Horizonte, Brasil               | Duro     | Vanessa Menga                | Celeste Contin Romina Ottoboni                  | 4–6,6–2,5–7         |
| Vencedora | 5.  | 5 de agosto de 2002     | Rimini, Itália                       | Saibro   | Carla Tiene                  | Eva Fislova Stanislava Hrozenska                | 6–4,6–4             |
| Finalista | 4.  | 12 de agosto de 2002    | Aosta, Itália                        | Saibro   | Andreea Ehritt-Vanc          | Katarina Misic Dragana Zaric                    | 5–7,6–7             |
| Vencedora | 6.  | 10 de março de 2003     | Matamoros, México                    | Duro     | Melisa Arevalo               | Joana Cortez Carla Tiene                        | 6–0 7–5             |
| Finalista | 5.  | 9 de junho de 2003      | Hamilton, Canadá                     | Saibro   | Aneta Soukup                 | Alyssa Cohen Diana Srebrovic                    | 1–6,6–3 3–6         |
| Finalista | 6.  | 16 de junho de 2003     | Poza Rica, México                    | Duro     | Melisa Arevalo               | Florencia Rivolta Carla Tiene                   | 3–6,3–6             |
| Finalista | 7.  | 23 de junho de 2003     | Ciudad Victoria, México              | Duro     | Carla Tiene                  | Soledad Esperon Flavia Mignola                  | 7–5,6–7 5–7         |
| Vencedora | 7.  | 30 de junho de 2003     | Monterrei, México                    | Duro     | Carla Tiene                  | Melisa Arevalo Micaela Moran                    | 7–6 (7) 6–2         |
| Winner    | 8.  | 14 de junho de 2003     | Campos do Jordão, Brasil             | Duro     | Carla Tiene                  | Melisa Arevalo Frederica Piedade                | 7–6 (7) 6–2         |
| Vencedora | 9.  | 22 de setembro de 2003  | Raleigh, Estados Unidos              | Saibro   | Tiffany Davis                | Maureen Drake Edina Gallovits-Hall              | 2–6 6–3 6–1         |
| Finalista | 8.  | 10 de novembro de 2003  | Cidade do México, México             | Duro     | Carla Tiene                  | Bruna Colosio Joana Cortez                      | 6–1,3–6 1–6         |
| Vencedora | 10. | 29 de março de 2004     | Rabat, Marrocos                      | Saibro   | Carla Tiene                  | Daniela Klemenschits Sandra Klemenschits        | 6–1 7–6 (7)         |
| Vencedora | 11. | 21 de junho de 2004     | Périgueux, França                    | Saibro   | Natalia Gussoni              | Erica Biro Sarah Riske                          | 6–1 6–2             |
| Vencedora | 12. | 4 de outubro de 2004    | Ciudad Juárez, México                | Saibro   | Carla Tiene                  | Andrea Hlavackova Jana Hlavackova               | 6–4 6–0             |
| Finalista | 9.  | 1 de maio de 2005       | Lafayette, Estados Unidos            | Saibro   | Marie-Ève Pelletier          | Beti Sekulovski Cindy Watson                    | 6–4, 4–6, 3–6       |
| Finalista | 10. | 8 de maio de 2005       | Raleigh, Estados Unidos              | Saibro   | Stéphanie Dubois             | Ashley Harkleroad Lindsay Lee-Waters            | 2–6, 6–0, 3–6       |
| Finalista | 11. | 12 de junho de 2005     | Marselha, França                     | Saibro   | Marie-Ève Pelletier          | Līga Dekmeijere Caroline Dhenin                 | 2–6, 6–1, 2–6       |
| Finalista | 12. | 18 de julho de 2005     | Campos do Jordão, Brasil             | Duro     | Frederica Piedade            | Leticia Sobral Maria Jose Argeri                | 0–6,2–6             |
| Finalista | 13. | 27 de setembro de 2005  | Ashland, Estados Unidos              | Duro     | Ahsha Rolle                  | Teryn Ashley Amy Frazier                        | 1–6,4–6             |
| Finalista | 14. | 15 de novembro de 2005  | Tucson, Estados Unidos               | Duro     | Melinda Czink                | Victoria Azarenka Tatiana Poutchek              | 6–4, 6–7, 1–6       |
| Vencedora | 13. | 31 de janeiro de 2006   | Rockford, Estados Unidos             | Duro     | María Emilia Salerni         | Michaela Pastikova Abigail Spears               | 0–6 6–4 6–2         |
| Finalista | 15. | 28 de fevereiro de 2006 | Las Vegas, Estados Unidos            | Duro     | Tatiana Perebiynis           | Casey Dellacqua Nicole Pratt                    | W/O                 |
| Finalista | 16. | 2 de maio de 2006       | Charlottesville, Estados Unidos      | Saibro   | Lilia Osterloh               | Marie-Ève Pelletier Sunitha Rao                 | 7-6(8-6), 2-6, 3-6  |
| Finalista | 17. | 14 de maio de 2006      | Indian Harbour Beach, Estados Unidos | Saibro   | Marie-Ève Pelletier          | Edina Gallovits-Hall Jessica Kirkland           | 3–6, 2–6            |
| Finalista | 18. | 31 de outubro de 2006   | Cidade do México, México             | Duro     | Chanelle Scheepers           | Maria Jose Argeri Leticia Sobral                | 3–6, 5–7            |
| Vencedora | 14. | 21 de novembro de 2006  | Puebla, México                       | Duro     | Hana Šromová                 | Ivana Abramovic Maria Abramovic                 | 6–4 6–3             |
| Vencedora | 15. | 13 de março de 2007     | Mérida, México                       | Duro     | Maria Vanina Garcia Sokol    | Chanelle Scheepers Robin Stephenson             | 6–3 6–2             |
| Vencedora | 16. | 21 de maio de 2007      | Los Mochis, México                   | Hard     | Jennifer Elie                | Danielle Brown Emily Webley-Smith               | 6–3 6–0             |
| Vencedora | 17. | 21 de maio de 2007      | Monterrei, México                    | Duro     | Courtney Nagle               | Lorena Ivette Arias Rodriguez Erika Clarke      | 6-4 6-4             |
| Vencedora | 18. | 24 de setembro de 2007  | Ashland, Estados Unidos              | Duro     | Eva Hrdinová                 | Maret Ani Sandra Klösel                         | 7-6(7-5) 6-2        |
| Finalista | 19. | 5 de novembro de 2007   | Toronto, Canadá                      | Duro     | Christina Wheeler            | Gabriela Dabrowski Sharon Fichman               | 3–6, 0–6            |
| Finalista | 20. | 14 de janeiro de 2008   | Surprise, Estados Unidos             | Duro     | Betina Jozami                | Carly Gullickson Shenay Perry                   | 4–6, 5–7            |
| Vencedora | 19. | 27 de janeiro de 2008   | Waikoloa Village, Estados Unidos     | Duro     | Betina Jozami                | Angela Haynes Mashona Washington                | 7–5, 6–4            |
| Vencedora | 20. | 6 de outubro de 2008    | Palm Beach Gardens, Estados Unidos   | Saibro   | Michaela Paštiková           | Ekaterina Afinogenova Lauren Albanese           | 3–6 6–3 10–5        |
| Finalista | 21. | 27 de abril de 2008     | Dothan, Estados Unidos               | Saibro   | Stéphanie Dubois             | Tetiana Luzhanska Michaela Paštiková            | 1–6, 3–6            |
| Finalista | 22. | 30 de maio de 2008      | Galatina, Itália                     | Saibro   | María Irigoyen               | Melanie Klaffner Jessica Moore                  | 6-3, 1-6, [6-10]    |
| Vencedora | 21. | 1 de setembro de 2008   | Barueri, Brasil                      | Duro     | Carla Tiene                  | Ana Clara Duarte Fernanda Hermenegildo          | 6–2 6–3             |
| Vencedora | 22. | 6 de outubro de 2008    | San Luis Potosi, México              | Duro     | Frederica Piedade            | Soledad Esperon Florencia Molinero              | 5–7 6–1 10–8        |
| Finalista | 23. | 23 de março de 2009     | Metepec, México                      | Duro     | Jennifer Elie                | Dominika Dieskova Katerina Kramperova           | 1–6, 6–7            |
| Finalista | 24. | 13 de abril de 2009     | Buenos Aires, Argentina              | Saibro   | Carla Tiene                  | Mailen Auroux Veronica Spiegel                  | 2–6, 2–6            |
| Finalista | 25. | 20 de abril de 2009     | Buenos Aires, Argentina              | Saibro   | Carla Tiene                  | Luciana Sarmenti Emilia Yorio                   | 6–7, 4–6            |
| Vencedora | 23. | 27 de abril de 2009     | Buenos Aires, Argentina              | Saibro   | Carla Tiene                  | Karen Castiblanco Andrea Koch-Benvenuto         | 6–3 6–3             |
| Finalista | 26. | 8 de junho 2009         | El Paso, Estados Unidos              | Duro     | Tetiana Luzhanska            | Christina Fusano Shikha Uberoi                  | 3–6 5–7             |
| Vencedora | 24. | 15 de junho de 2009     | Belém, Brasil                        | Duro     | Carla Tiene                  | Ana Clara Duarte Megan Moulton-Levy             | 7–6 (7) 7–5         |
| Vencedora | 25. | 29 de junho de 2009     | Boston, Estados Unidos               | Duro     | Ahsha Rolle                  | Mallory Cecil Megan Moulton-Levy                | 6–1 4–6 10–6        |
| Finalista | 27. | 18 de julho de 2009     | Bogotá, Colômbia                     | Saibro   | Nicole Clerico               | Karen Castiblanco Paula Zabala                  | 6-1 1-6 [7-10]      |
| Finalista | 28. | 23 de novembro de 2009  | Puebla, México                       | Duro     | Florencia Molinero           | Amanda Fink Elizabeth Lumpkin                   | 4–6,7–6 8–10        |
| Vencedora | 26. | 30 de novembro de 2009  | Poza Rica, México                    | Saibro   | Paula Zabala                 | Alessia Camplone Viktoryia Kisialeva            | 6–2 6–0             |
| Finalista | 29. | 18 de janeiro 2010      | Lutz, Estados Unidos                 | Saibro   | Florencia Molinero           | Aurelie Vedy Mashona Washington                 | 3–6, 3–6            |
| Finalista | 30. | 8 de março de 2010      | Metepec, México                      | Saibro   | Daniela Munoz Gallegos       | Amanda Fink Elizabeth Lumpkin                   | 3-6, 7-5, 8-10      |
| Vencedora | 27. | 10 de abril de 2010     | Jackson, Estados Unidos              | Saibro   | Ana Clara Duarte             | María Irigoyen Florencia Molinero               | 6-4 3-6 [10-5]      |
| Vencedora | 28. | 10 de maio de 2010      | Rio de Janeiro, Brasil               | Saibro   | Florencia Molinero           | Mailen Auroux Fernanda Hermenegildo             | 6–2 6–4             |
| Vencedora | 29. | 20 de maio de 2010      | Esmirna, Turquia                     | Duro     | Tamira Paszek                | Çağla Büyükakçay Pemra Ozgen                    | 6–1 6–2             |
| Finalista | 31. | 13 de setembro de 2010  | Itapema, Brasil                      | Saibro   | Natalia Cheng                | Monique Albuquerque Roxane Vaisemberg           | 3–6, 3–6            |
| Finalista | 32. | 20 de setembro de 2010  | Mogi das Cruzes, Brasil              | Saibro   | Natasha Lotuffo              | Flávia Guimarães Bueno Beatriz Haddad Maia      | 1–6, 3–6            |
| Vencedora | 30. | 11 de outubro de 2010   | Lima, Peru                           | Saibro   | Isabela Miró                 | Karen Castiblanco Andrea Koch-Benvenuto         | 6–4 6–4             |
| Vencedora | 31. | 18 de outubro de 2010   | Rock Hill, Estados Unidos            | Saibro   | Mariana Duque                | Sanaz Marand Caitlin Whoriskey                  | 6-1, 4-6, [10-4]    |
| Vencedora | 32. | 30 de outubro de 2010   | Bayamón, Porto Rico                  | Duro     | Marie-Ève Pelletier          | María Irigoyen Florencia Molinero               | 7–6(7–5), 6–4       |
| Vencedora | 33. | 15 de novembro de 2010  | Niterói, Brasil                      | Saibro   | Ana Clara Duarte             | Monique Albuquerque Fernanda Hermenegildo       | 6–4 6–4             |
| Vencedora | 34. | 4 de dezembro de 2010   | Rio de Janeiro, Brasil               | Saibro   | Ana Clara Duarte             | Alizé Lim Paula Ormaechea                       | Default             |
| Vencedora | 35. | 18 de março de 2011     | Santiago, Chile                      | Saibro   | Paula Ormaechea              | Barbara Rush Carolina Zeballos Duarte           | 6-3, 7-6(7-2)       |
| Finalista | 33. | 13 de junho de 2011     | Bethany Beach, Estados Unidos        | Saibro   | Angelina Gabueva             | Alexandra Hirsch Lena Litvak                    | 5–7, 6–3, 4–6       |
| Vencedora | 36. | 27 de junho de 2011     | São José dos Campos, Brasil          | Saibro   | Carla Forte                  | Monique Albuquerque Fernanda Faria              | 6–4 0–6 6–4         |
| Finalista | 34. | 30 de julho de 2011     | Campos do Jordão, Brasil             | Duro     | Roxane Vaisemberg            | Fernanda Hermenegildo Teliana Pereira           | 6-3 6-7(5-7) 9-11   |
| Vencedora | 37. | 8 de agosto de 2011     | São Paulo, Brasil                    | Saibro   | Fernanda Hermenegildo        | Eduarda Piai Karina Venditti                    | 7-6(8-6) 4-6 14-12  |
| Vencedora | 38. | 5 de setembro de 2011   | Alice Springs, Austrália             | Duro     | Samantha Murray              | Brooke Rischbieth Storm Sanders                 | 3-6, 7-5, [10-3]    |
| Finalista | 35. | 12 de setembro de 2011  | Cairns, Austrália                    | Duro     | Samantha Murray              | Ayu Fani Damayanti Jessy Rompies                | 3–6, 3–6            |
| Vencedora | 39. | 19 de setembro de 2011  | Darwin, Austrália                    | Duro     | Samantha Murray              | Stephanie Bengson Tyra Calderwood               | 6–4, 6–2            |
| Vencedora | 40. | 10 de outubro de 2011   | São Paulo, Brasil                    | Saibro   | Gabriela Cé                  | Flavia Dechandt Araujo Paula Cristina Gonçalves | 6–2 6–4             |
| Vencedora | 41. | 10 de outubro de 2011   | São Paulo, Brasil                    | Saibro   | Karina Venditti              | Gabriela Cé Cecilia Costa Melgar                | 6–2 6–4             |
| Finalista | 36. | 17 de outubro de 2011   | Goiânia, Brasil                      | Saibro   | Gabriela Cé                  | Jazmin Britos Carla Lucero                      | 6–0, 4–6,4–6        |
| Vencedora | 42. | 30 de abril de 2012     | Indian Harbour Beach, Estados Unidos | Saibro   | Jessica Moore                | Marie-Ève Pelletier Alyona Sotnikova            | 6-7(6) 6-3 10-8     |
| Vencedora | 43. | 16 de julho de 2012     | Campos do Jordão, Brasil             | Duro     | Monique Adamczak             | Paula Cristina Gonçalves Roxane Vaisemberg      | 4–6 6–3 10–3        |
| Vencedora | 44. | 10 de setembro de 2012  | São José dos Campos, Brasil          | Saibro   | Laura Pigossi                | Paula Feitosa Nathalia Rossi                    | 6–0, 6–3            |
| Vencedora | 45. | 24 de setembro de 2012  | Amelia Island, Estados Unidos        | Saibro   | Maria Fernanda Alvarez Teran | Elizabeth Ferris Anastasia Kharchenko           | 6–2 6–2             |
| Finalista | 37. | 29 de outubro de 2012   | Buenos Aires, Argentina              | Saibro   | Maria Fernanda Alvarez Teran | Elena Bogdan Raluca Olaru                       | 6–1 2–6 7–10        |
| Vencedora | 46. | 21 de janeiro de 2013   | Lima, Peru                           | Saibro   | Vanesa Furlanetto            | Patricia Kú Flores Katherine Miranda Chang      | 6–1 6–4             |
| Finalista | 38. | 4 de fevereiro de 2013  | Midland, Estados Unidos              | Duro (i) | Samantha Murray              | Melinda Czink Mirjana Lučić-Baroni              | 7-5, 4-6, 7-10      |
| Vencedora | 47. | 8 de abril de 2013      | Poza Rica, México                    | Duro     | Maria Fernanda Alvarez Teran | Stephanie Dubois Olga Savchuk                   | 6–2 6–3             |
| Finalista | 39. | 30 de julho de 2013     | Campos do Jordão, Brasil             | Duro     | Maria Fernanda Alvarez Teran | Paula Cristina Gonçalves María Irigoyen         | 5–7 3–6             |
| Vencedora | 48. | 29 de setembro de 2013  | Amelia Island, Estados Unidos        | Saibro   | Alexandra Mueller            | Roxanne Ellison Sierra Ellison                  | 7–5, 6–3            |
| Vencedora | 49. | 24 de março de 2014     | Ribeirão Preto, Brasil               | Saibro   | Ana Clara Duarte             | Gabriela Cé Eduarda Piai                        | 6-4, 4-6, 11-9      |
| Vencedora | 50. | 31 de março de 2014     | São José dos Campos, Brasil          | Saibro   | Paula Cristina Gonçalves     | Gabriela Cé Eduarda Piai                        | 7–6(7–0), 7–5       |
| Vencedora | 51. | 7 de abril de 2014      | São José do Rio Preto, Brasil        | Saibro   | Paula Cristina Gonçalves     | Carolina Alves Ingrid Gamarra Martins           | 6–2, 6–0            |
| Finalista | 40. | 24 de agosto de 2014    | Winnipeg, Canadá                     | Duro     | Anamika Bhargava             | Rosie Johanson Charlotte Petrick                | 3–6 3–6             |
| Vencedora | 52. | 22 de setembro de 2014  | Amelia Island, Estados Unidos        | Saibro   | Keri Wong                    | Sophie Chang Andie Daniell                      | 7-6(8-6), 7-6(7-4)  |
| Vencedora | 53. | 29 de setembro de 2014  | Hilton Head Island, Estados Unidos   | Saibro   | Keri Wong                    | Emily Harman Madeleine Kobelt                   | 6–1, 7–6(7–5)       |
| Vencedora | 54. | 25 de outubro de 2014   | Ciudad Victoria, México              | Duro     | Patricia Maria Țig           | Carolina Betancourt Lenka Wienerová             | 6–1 6–2             |
| Vencedora | 55. | 23 de março de 2015     | Metepec, México                      | Duro     | Kaitlyn Christian            | Victoria Rodriguez Marcela Zacarías             | 2-6, 6-1, 15-13     |
| Vencedora | 56. | 6 de abril de 2015      | León, México                         | Duro     | Danielle Lao                 | Kim Grajdek Mayo Hibi                           | 5-7, 7-6(7-5), 10-4 |
| Finalista | 41. | 24 de abril de 2015     | Guadalajara, México                  | Hard     | Renata Zarazúa               | Marcela Zacarias Laura Pigossi                  | 1-6, 2-6            |
| Finalista | 42. | 4 de maio de 2015       | Puszczykowo, Polônia                 | Duro     | Zuzana Zlochová              | Margarita Lazareva Katharina Lehnert            | 3–6, 3–6            |
| Finalista | 43. | 25 de maio de 2015      | Bol, Croácia                         | Saibro   | Ailen Crespo Azconzábal      | Tena Lukas Iva Primorac                         | 6-4, 1-6, 7-10      |
| Vencedora | 57. | 14 de junho de 2015     | Charlotte, Estados Unidos            | Duro     | Renata Zarazúa               | Lauren Herring Ellen Perez                      | 6-4, 6-7(6-8), 10-8 |